# Martín Balza
Martín Antonio Balza (* 13. Juni 1934 in Salto, Provinz Buenos Aires) ist ein argentinischer Offizier und Diplomat.

## Leben
Balza wurde in der Stadt Salto, etwa 200 km von Buenos Aires entfernt, in der Provinz Buenos Aires geboren. Balza begann seine militärische Laufbahn im Februar 1952 als Kadett an der Staatlichen Militärakademie in Buenos Aires. Die Akademie verließ er im Dezember 1955 als Unterleutnant der Artillerie, nachdem er unter anderem die Ausbildung für Gebirgsjäger absolviert hatte.
Balza trat anschließend in den Staatsdienst ein. Von 1962 bis 1966 war er Ausbilder am Colegio Militar de la Nación, von 1968 bis 1970 dann in derselben Funktion an der Escuela de Artillería. 1970 war als Militärbeobachter der Vereinten Nationen auf der Sinai-Halbinsel im Einsatz.
In den 1970er Jahren absolvierte er die Ausbildung zum Stabsoffizier. Er besuchte von 1971 bis 1973 die Escuela Superior de Guerra del Ejército Argentino, von 1976 bis 1977 die Escuela Superior de Guerra del Perú in Peru. Diese Studiengänge schloss er als Offizier im Generalstab ab. 1978 wurde er Leiter der Ausbildungsabteilung (Jefe del Departamento Enseñanza de la Escuela de Artillería) an der Escuela de Artillería. 1979 und 1982 war er Professor an der Escuela Superior de Guerra del Ejército; dort unterrichtete unter anderem die Fächer Militärtaktik, Militärstrategie und Militärgeschichte.
1978 nahm er als Oberstleutnant an der Operación Soberanía teil; er befehligte eine Artillerieeinheit von ungefähr 500 Mann, die am Anden-Pass Paso Puyehue (heute: Paso Fronterizo Cardenal Samoré) stationiert war. 1982 war er als Oberstleutnant der Artillerie im Falklandkrieg im Militäreinsatz.
Von 1984 bis 1986 war er stellvertretender Leiter des Colegio Militar de la Nación.
1987 wurde er, unter der Präsidentschaft von Raúl Alfonsín, zum General ernannt. Er übernahm noch im selben Jahr die Funktion des Generalinspekteurs der Artillerie. Von 1987 bis 1988 war er Kommandeur der 6. Gebirgsbrigade und von 1992 bis 1999 Generalstabschef des Heeres. Während seiner Amtszeit wurde die Allgemeine Wehrpflicht aufgehoben.
Von 2000 bis 2002 war er Berater der Vereinten Nationen in Honduras; seine Aufgabengebiete waren die Militärreform, Stärkung und Förderung der Demokratie und Bevölkerungsentwicklung.
Von 2003 bis 2011 war er unter den Regierungen von Néstor Kirchner und Cristina Fernández Botschafter Argentiniens in Kolumbien.
Balza verfasste, teils als Co-Autor, mehrere Bücher und Aufsatzsammlungen. Weiterhin schrieb er Zeitschriftenbeiträge. Er ist Träger zahlreicher nationaler und internationaler Orden und Auszeichnungen.

## Werke
- Dejo constancia. Memorias de un general argentino. Editorial Planeta, 2001. ISBN 978-950-49-0813-5
- Malvinas: gesta e incompetencia. Atlantida, 2003. ISBN 950-08-2829-4